# Ciorăști
Ciorăşti é uma comuna romena localizada no distrito de Vrancea, na região de Moldávia. A comuna possui uma área de 97.68 km² e sua população era de 3530 habitantes segundo o censo de 2007.